# Код аэропорта ФАА
Код аэропорта ФАА (англ. FAA location identifier) — трёх- или четырёхбуквенный идентификатор, присваиваемый Федеральным управлением гражданской авиации США (англ. Federal Aviation Administration, FAA) аэропортам на территории этой страны. В большинстве случаев совпадает с кодом ИАТА этого аэропорта.
Почти все основные аэропорты имеют трёхбуквенные обозначения — например, Международный аэропорт Сан-Франциско имеет код SFO. Код ИКАО иногда совпадает с кодом FAA, перед которым добавляется буква, обозначающая регион — K для США, C — для Канады.
Малые аэродромы могут получать обозначения, содержащие цифры — например, 8N2 или 0B5. Частные и ведомственные аэродромы и вертодромы получают четырёхсимвольные обозначения — например, 1CA9.
Трёхбуквенные коды, начинающиеся с N, распределяются Военно-морскими силами США. Канада распределяет коды, начинающиеся с буквы Y.
При строительстве нового аэро- или вертодрома производится инспекция FAA. Заполнение Airport Master Record (FAA Form 5010) позволяет запросить у FAA код аэропорта. Наличие кода упрощает составление планов полётов и добавляет площадку в национальную и бортовые базы навигационной информации.